# La Febró
La Febró és un municipi de la comarca del Baix Camp, que es troba a uns 750m sobre el nivell del mar. Segons dades de l'Institut d'Estadística de Catalunya del 2023 la seva població és de 38 habitants, fet que el converteix en el municipi amb menys població de la comarca del Baix Camp i de tota la província de Tarragona. Actualment és un dels cinc pobles més petits de Catalunya, de fet és el tercer més petit en quant a població.
L'any 1967 l'escriptor Albert Manent fa un recull toponímic exhaustiu de noms de lloc, de la Febró. Menciona també l'escassa documentació des de la Guerra del Francès fins a les Guerres Carlines, i inclús a la Guerra Civil del 1936-39 degut a la crema de papers municipals. Tot i això, l'autor constata que es coneix informació sobre el terme, des del s. XIV. Se'n descriuen coves, muntanyes, avencs, roques, colls, boscos, arbres singularitzats, basses i bassots, cursos d'aigua, molins, masos, corrals, els carrers, cognoms més abundants, renoms tradicionals, entre d'altres.
Tal com relata Manent, l'origen etimològic del nom del poble estaria relacionat a la tradició de què als anys de la fundació del poble hi va haver unes febres malignes, i que aquests relats han perdurat fins avui dia. A més, fa un incís i afirma que la llengua de la Febró és el català oriental, mentre que a Prades o Siurana hi predomina la parla occidental.

## Geografia i entorn natural
- Llista de topònims de la Febró (Orografia: muntanyes, serres, collades, indrets..; hidrografia: rius, fonts...; edificis: cases, masies, esglésies, etc).

El seu terme municipal té uns 16 km² de superfície i està limitat, per la banda del Baix Camp, pel de Vilaplana al sud-est, Capafonts al nord-est i Prades al nord, i per la banda del Priorat, per Cornudella a l'oest i Arbolí al sud-oest. La Febró està situada a les Muntanyes de Prades, a la part alta del riu de Siurana. El terme està dividit en dues parts per la fondalada del riu. La banda sud la limiten els Motllats, i la nord la serralada de Prades. La fondalada, travessada pels barrancs de Vinarroig i de la Fondalada, té la cova del Corral, i és rica en aigua i fèrtil. El riu o barranc del Gorg, afluent del riu de Siurana, marca el límit del terme de la Febró amb el d'Arbolí. La Febró és l'única població del Camp situada a la conca del riu de Siurana, i l'única del Priorat geogràfic atribuïda administrativament al Baix Camp per raons de mercat. Una carretera que travessa el terme de nord a sud facilita l'accés al poble des de la Mussara, Capafonts, Prades i Arbolí.

## Biodiversitat
La Febró es troba dins del conjunt de les Muntanyes de Prades, juntament amb altres termes de les comarques de l'Alt i Baix Camp, la Conca de Barberà i el Priorat. Dins del context geogràfic de la Serralada Prelitoral Catalana hi predomina una àmplia varietat de flora amb una varietat d'espècies que es troben al llarg del territori. Entre elles destaquen els alzinars (Quercion ilicis), una gran varietat de pinedes, com el pi blanc (Pinus halapensis), pi roig (Pinus sylvestris), la pinassa (Pinus nigra), el roure reboll (Quercus pyrenaica) i d'altres com les garrigues o boixedes.
La diversitat que presenta aquest paisatge fa que el registri faunístic sigui especialment ampli. Algunes de les espècies d'ocells que s'hi troben són el reietó (Regulus regulus), el pardal de bardissa (Prunella modularis), el cercavores (Prunella collaris), la merla de pit blanc (Turdus torquatus), el lluer (Carduelis spinus), el pica-soques blau (Sitta europaea), el trencapinyes (Loxia curvirostra) o el còlit negre (Oenanthe oenanthe). També es troben espècies d'ocells rapinyaires: àguila de cuabarrada (Hieraaetus fasciatus), l'àguila daurada (Aquila chrysaetos) o el duc (Bubo bubo). Entre les espècies d'ungulats amb un increment de poblacions establertes és molt comú trobar-se amb senglars (Sus scrofa) i cabirols (Capreolus capreolus).
D'altres animals, destaquen els carnívors on és comú trobar-se amb: fagines (Martes foina), genetes (Genetta genetta), teixons (Meles meles), guineus (Vulpes vulpes).

## Història
Es trobava inclosa el 1153 a la carta de població concedida a Siurana, que feia a tots els seus pobladors jurídicament lliures. El nom del municipi apareix ja el 1163 dins del Llibre Blanc de Santes Creus com a Febror, però a partir del segle xvi era designat habitualment com a la Febrosa.
Coromines explica el nom com un derivat d'una hipotètica Villa Fabrorum, vila dels obrers. Hi ha arguments per a una hipòtesi diferent segons que el nom del municipi provindria no de Villa Fabrorum, però sí de fiber, llatí medieval per a castor, una espècie erradicada avui, però frequent al marge del Siurana fins a l'alta edat mitjana. Una etimologia semblable a la d'altres noms de llogarets a marge de rius de la península ibèrica: Fibros, Febres, Les Febres i Feveros.
A partir del 1324 va formar part del Comtat de Prades. El 1327, el comte Ramon Berenguer I va lliurar aquesta població al costat d'altres a la seva dona, Blanca, com a part del dot. En un principi depenia possiblement de Capafonts, del qual la seva església en va ser sufragània fins al 1847. Però va tenir alcalde propi des de 1406, el 1567 està documentat el consell municipal i el 1629 tenia la consideració de vila. Segons la tradició, durant una guerra, que podria ser la guerra de successió, es van tirar vius dins d'un avenc conegut com el Desenrocat dels Castellans, uns presoners belgues. Fa uns anys es baixà a l'avenc i s'hi van trobar cranis i pots de pólvora. Durant la dècada de 1940 va ser escenari d'activitats dels maquis, cosa que va provocar l'abandonament de nombroses masies del terme municipal.
Acabada la Guerra Civil moltes persones estaven en la cerca de refugis, a la Febró se'n coneixen moltes històries sobre Els Patacons. Envoltats de coves i avencs era una opció d'amagatall clau per a la supervivència d'aquelles persones que eren perseguides durant la guerra. Avui en dia es conserven algunes d'aquestes rutes, en concret cap a la Roca del Migdia, per donar a conèixer les experiències viscudes d'aquells grups refugiats i no caure en l'oblit de les repesaries que van patir. El grup d'excursionistes llibertaris La Somereta Lliure, realitza rutes d'excursió de caràcter històric i cultural explicant aquests successos.

## Cultura
La Febró és un municipi molt petit, amb pocs carrers i cases. L'església parroquial està dedicada a Sant Esteve i manca d'interès arquitectònic. Dins del seu terme s'hi troba el Mas dels Frares, conegut des del segle xvi.
La Febró celebra la seva festa major l'últim cap de setmana del mes d'agost, i totes les activitats culturals es publiquen a una revista del poble, Revista l'Avenc.

## Economia
A començaments de segle xx la població s'ocupava principalment de la ramaderia o de fer carbó als boscos d'alzines del terme. Actualment, la principal activitat econòmica del municipi és l'agricultura. Destaquen els cultius de vinya, oliveres, ametllers i avellaners.
Dins de l'àmbit rural, l'agricultura és una tasca fonamental per a la subsistència de la població. El conreu d'avellanes de la Febró és molt famós a nivell mundial, i actualment la seva producció permet a la població abastir-se'n, així ho explica un enginyer agrícola que es dedica al cultiu d'avellanes dins del terme de la Febró.

## Llocs d'interès

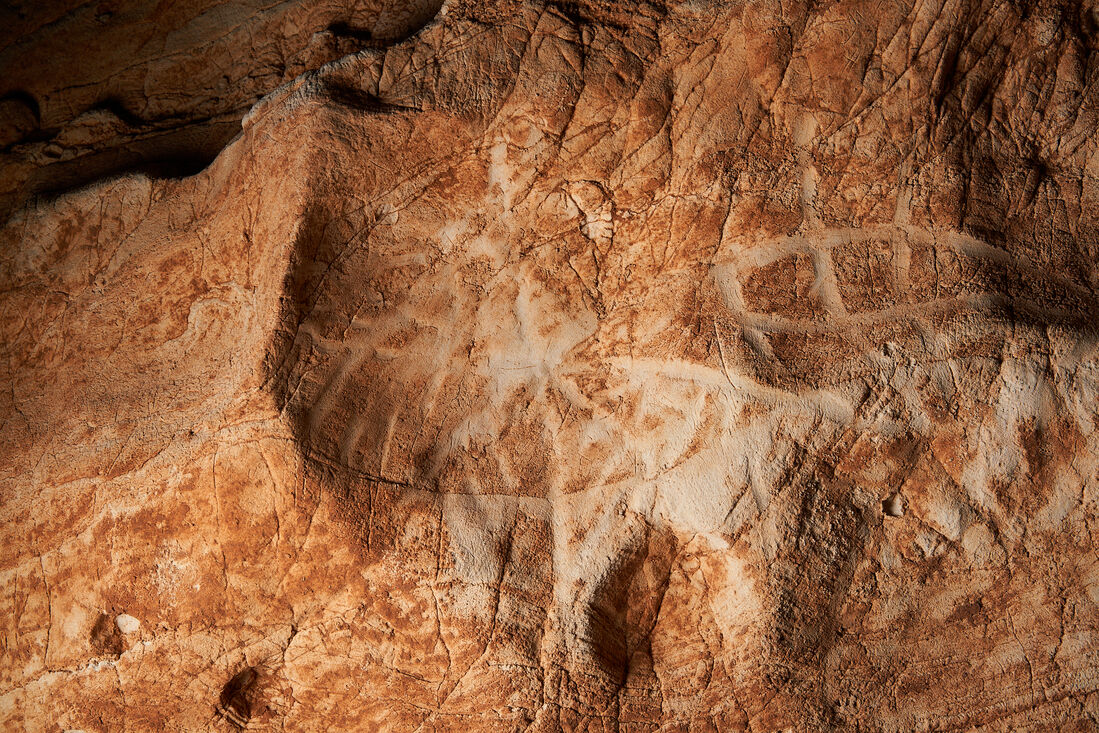
Sala dels Gravats a la cova de la Vila

- Cova de la Vila: Aquesta cova es situa a menys de 2 km del terme la Febró, a l'ENE, en el marge dret del barranc del Corral. Es tracta d'un jaciment molt conegut per les troballes arqueològiques que presenta. El setembre del 1941 en Salvador Vilaseca juntament amb l'Albert Prunera van protagonitzar la primera intervenció arqueològica documentada fins al moment. Els autors descriuen les unitats estratigràfiques i els conjunts arqueològics que es troben en aquest jaciment, entre ells destaquen les restes de sílex tallades, restes ceràmiques i un llistat de restes esquelètiques: aus, conills, èquids, diferents tipus d'ovicàprids, bòvids, cèrvids i a més, restes humanes. Les restes humanes pertanyen a dos individus infantils, un de menys d'un any de vida i l'altre un fetus.[10] La cronologia que s'atribueix a aquestes troballes ve determinada a partir de l'estudi de ceràmica, que presenta característiques pròpies de l'Edat del Bronze. L'any 2021, arran d'un seguit d'exploracions topogràfiques, un grup d'espeleòlegs es van topar amb una sala de la cova on van descobrir un centenar de gravats prehistòrics, la "Sala dels Gravats".[11] L'excel·lent estat de conservació d'aquests gravats, ha permès que en l'actualitat es dirigeixin intervencions arqueològiques amb l'equip d'investigació i els voluntariats de l'IPHES. Segons els experts ens trobaríem davant d'una de les poques representacions d'art esquemàtic subterrani de tot l'Arc Mediterrani i que pertany al període d'entre el calcolític-bronze.[12]

- Cova de les Borres: La cova de les Borres es situa al marge dret del riu Siurana, a les Muntanyes de Prades, dins del terme municipal de la Febró. És un jaciment que va ser mostrejat el mes d'agost del 1949, quan Albert Prunera i Manuel Mata van començar la seva exploració sota la supervisió de Salvador Vilaseca i Anguera.[13] La primera notícia publicada de la cova de les Borres és de l'any 1973, quan Salvador Vilaseca dedica un petit capítol a Reus y su entorno en la prehistoria anomenat Población primitiva de los montes de Prades[14]. En aquest article, l'autor caracteritza el jaciment com a Epipaleolític, presentant un registre arqueològic on documenta un conjunt de 300 restes d'indústria lítica: làmines, raspadors, burins, ascles, nuclis i altres. No és fins a l'any 2012 que es tornen a reprendre les intervencions arqueopaleontològiques de les Borres, dirigides per l'equip multidisciplinari d'investigació de l'IPHES. Les troballes es posen en al descobert ampliant el coneixement que es tenien sobre les societats que vivien en el territori. Diferents tipus d'eines de pedra de sílex: gratadors, burins, puntes de dors per elaborar fletxes i altres materials com ceràmica, confirmarien que aquesta zona hauria estat ocupada pels caçadors-recol·lectors de finals de Pleistocè i inicis de l'Holocè, ara fa d'entre 12.000 i 9.000 anys d'antiguitat. A més d'aquestes restes també es troben amb restes esquelètiques, i amb l'anàlisi de l'esmalt dental determinen que es tracta d'un individu d'època recent, d'entre el s. XVI al s. XVIII.[15] Seguint les excavacions al llarg de més de 10 anys, l'equip de l'IPHES ha ampliat informació sobre els darrers caçadors-recol·lectors de les Muntanyes de Prades. A través de les campanyes d'excavació s'han pogut documentar troballes que completen el registre arqueològic de diferents unitats estratigràfiques i que mitjançant tècniques de datació de Carboni 14, sèries d'Urani i de Termoluminescència, a més dels anàlisis pol·línics, s'ha pogut caracteritzar el jaciment. Destaquen milers de peces d'indústria lítica silícia que segons les característiques de la seqüència arqueològica són pròpies del període final del Magdalenià superior.[16]
- Cova Serena: La cova Serena és un jaciment en el qual l'any 2022, l'equip d'investigació de l'IPHES va decidir portar a terme un sondeig per avaluar el potencial arqueològic i amb la finalitat de documentar els nivells estratigràfics, els quals giren al voltant d'una antiguitat de 6.000 anys. Tot i que no s'han trobat restes arqueològiques que relacionin de forma directa les evidències antròpiques, s'han realitzat diferents anàlisis pol·línics i estratigràfics. Aquests treballs ajudaran a reconstruir el paleoambient i modelitzar l'evolució de les condicions paleocològiques dels darrers 10.000 anys de les Muntanyes de Prades, així com també a completar els estudis sobre la cova de les Borres.[17] La seva protecció i estudi son fonamentals per plantejar les arrels dels ecosistemes del passat, per tal de servir de guia per a la rehabilitació i conservació dels ecosistemes actuals. Moltes de les relacions ecològiques d’indrets com la capçalera del riu Siurana, tot i semblar feréstecs, son només l'expressió de la regressió ecològica. Aquests ecosistemes suposadament forestals han estat profundament afectats per les poblacions humanes de manera que poc tenen a veure amb els ecosistemes del passat.
- Cova del Corral: La cova del Corral es troba per sota dels cingles de Serra Plana, tot i anomenar-se així, es tracta d'una balma. En aquest espai es conserva un assentament amb tècniques de construcció de pedra seca, però no queda constatat l'origen cronològic d'aquesta estructura. Es pot dir que és una balma tancada amb parets de dos accessos i que ha estat utilitzada per tancar-hi el bestiar, però en l'actualitat és abandonada.[18] Altres fonts esmenten que la cova del Corral ha estat utilitzada com a refugi durant la Guerra Civil Espanyola, per la població de la Febró.[19]
- Avencs de la Febró: L'entorn del terme destaca pel seu patrimoni natural. Els avencs són un conjunt de tres esquerdes obertes a la cinglera de la Mussara, on es troben coves i galeries, i en conjunt es supera els 1800 m de recorregut.[20] Entre les formes del paisatge càrstic, formades per la combinació de la meteorització mecànica i la dissolució, són molt corrents fractures associades a conductes endocàrstics (coves o avencs) com els coneguts Avencs de la Febró. En un estudi dels terrenys triàsics de Tarragona l'any 1920, es mencionen les característiques de les tres unitats litostratigràfiques: Buntsandstein, Muschelkalk i Keuper.[21] Aquestes unitats apareixen descrites per Salvador Vilaseca i cita els avencs com els components del paisatge càrstic més complets del període Muschelkalk,[22] del terme de la Febró i del conjunt de les Muntanyes de Prades.

## Demografia
| 1497 f | 1515 f | 1553 f | 1717 | 1787 | 1857 | 1877 | 1887 | 1900 | 1910 |
| ------ | ------ | ------ | ---- | ---- | ---- | ---- | ---- | ---- | ---- |
| 2      | 11     | 18     | 93   | 261  | 311  | 296  | 317  | 316  | 279  |

| 1920 | 1930 | 1940 | 1950 | 1960 | 1970 | 1981 | 1990 | 1992 | 1994 |
| ---- | ---- | ---- | ---- | ---- | ---- | ---- | ---- | ---- | ---- |
| 248  | 220  | 180  | 128  | 86   | 31   | 31   | 46   | 57   | 57   |

| 1996 | 1998 | 2000 | 2002 | 2004 | 2006 | 2008 | 2010 | 2012 | 2014 |
| ---- | ---- | ---- | ---- | ---- | ---- | ---- | ---- | ---- | ---- |
| 55   | 56   | 63   | 63   | 58   | 58   | 49   | 42   | 49   | 40   |

| 2016 | 2018 | 2020 | 2022 | 2024 | 2026 | 2028 | 2030 | 2032 | 2034 |
| ---- | ---- | ---- | ---- | ---- | ---- | ---- | ---- | ---- | ---- |
| 40   | 42   | 40   | 39   | 36   | -    | -    | -    | -    | -    |

## Política

### Eleccions al Parlament de Catalunya del 2012
| Candidatura | Candidatura   | Cap de llista          | Vots | Regidors | % vots |
| ----------- | ------------- | ---------------------- | ---- | -------- | ------ |
|             | CiU           | Artur Mas              | 15   |          | 42,85  |
|             | ERC           | Oriol Junqueras        | 10   |          | 28,57  |
|             | CUP           | David Fernández        | 2    |          | 5,71   |
|             | PSC           | Pere Navarro           | 2    |          | 5,71   |
|             | ICV-EUiA      | Joan Herrera           | 2    |          | 5,71   |
|             | PPC           | Alicia Sánchez-Camacho | 1    |          | 2,85   |
|             | Vots en blanc |                        | 1    |          | 2,86   |
|             | Altres        |                        | 0    |          | 0      |
| Total       | Total         | 35                     | 35   |          | 77,78  |